# Бешеный, Петер

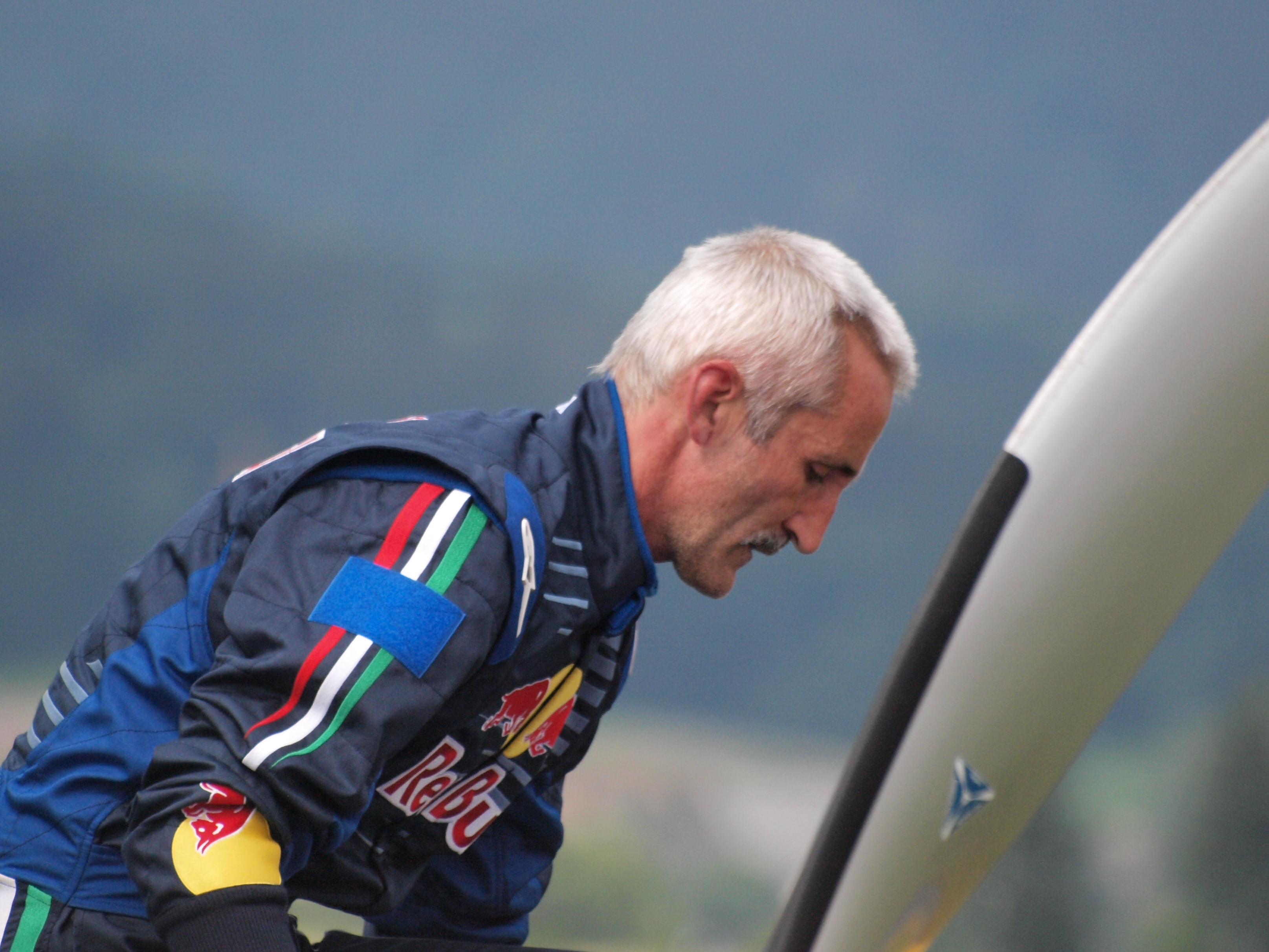
Петер Бешеный (2009)

Петер Бешене́и (венг. Besenyei Péter; род. 8 июня 1956, Кёрменд) — пилот команды RedBull в серии авиагонок RedBull Airrace. Имеет прозвище «Бешеный».
Вырос рядом с Будапештским аэропортом и с детства мечтал о полётах. В 15 лет впервые поднялся в воздух на планёре, в 1976 году принял участие в соревнованиях планеристов. В 1982 году завоевал свою первую золотую медаль на Открытом чемпионате Австрии по воздушной аэробатике. Владелец четырёх собственных спортивных самолётов (хранятся в ангаре бывшей советской авиабазы). Ценитель хорошего вина (имеет собственный винный погреб).

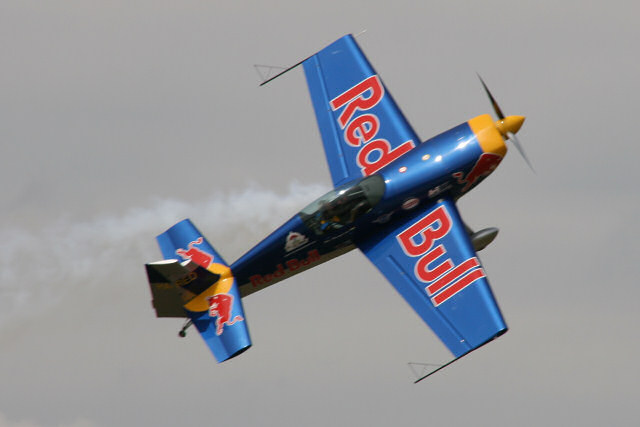
Петер Бешеный пилотирует Extra 300S

Особое внимание привлёк к себе трюк, исполненным Петером Бешенеи в 2001 году: он пролетел под знаменитым будапештским Цепным мостом вверх шасси.